# El Fedjoudj
El Fedjoudj là một đô thị thuộc tỉnh Guelma, Algérie. Dân số thời điểm năm 2002 là 7.473 người.